# Frank Fredrickson
Sigurður Franklin „Frank” Fredrickson (Kanada, Manitoba, Winnipeg, 1895. június 11. – Kanada, Ontario, Toronto, 1979. május 28.) olimpiai bajnok és Stanley-kupa-győztes kanadai jégkorongozó. Ősei Izlandról származnak. A Jégkorong Hírességek Csarnokának a tagja.
Kerettag volt az 1920-as nyári olimpia kanadai jégkorongcsapatában. Ő volt a csapatkapitány. Ez nem egy válogatott volt, hanem egy klubcsapat, a Winnipeg Falcons. A csapat mind a három mérkőzést megnyerte. Egyedül csak az amerikai válogatottat tudták nehezen megverni 2–0-ra az elődöntőben. A döntőben a svéd válogatottat verték 12–1-re.
Amatőr pályafutása alatt 1920-ban megnyerte az Allan-kupát, amiért az amatőr senior csapatok versengenek Kanadában.
1920 végén lett profi játékos. Ekkor a Pacific Coast Hockey Associationben szereplő Victoria Cougars csapatába igazolt. 1920–1922 között a csapatot még Victoria Aristocratsnak hívták. A csapat 1924-ben a Western Canada Hockey League-be került és még két évig volt ott, majd megszűnt. Az utolsó előtti évükben, 1925-ben Stanley-kupa-győztesek lettek. 1926-ban a National Hockey League-be ment, a Detroit Red Wings jogelődjéhez, a Detroit Cougarshoz. 16 mérkőzés után a Boston Bruinsba igazolt, ahol aztán 1929-ig maradt. 1928–1929-es szezon közben igazolt a Pittsburgh Piratesbe, ahol egyszerre játékos és edző volt. 1929–2930-ban csak 9 mérkőzést játszott a Piratesben. Utolsó NHL-es évében a szintén a Detroit Red Wings jogelődjének számító Detroit Falconsban játszott. 1931-ben vonult vissza a Detroit Olympicsből (ami egy International Hockey League-es csapat volt), 6 mérkőzés után.